# Japan Women's Open 2019
Japan Women's Open 2019, oficiálně Hana-Cupid Japan Women's Open Championships 2019, byl tenisový turnaj pořádaný jako součást ženského okruhu WTA Tour, který se odehrával na otevřených dvorcích s tvrdým povrchem DecoTurf na Tenisovém stadionu regionálního parku. Událost probíhala mezi 9. až 15. zářím 2019 v japonské Hirošimě jako jedenáctý ročník turnaje.
Turnaj s rozpočtem 250 000 dolarů patřil do kategorie WTA International Tournaments. Nejvýše nasazenou hráčkou ve dvouhře se stala dvacátá osmá žena klasifikace a obhájkyně titulu Sie Šu-wej z Tchaj-wanu, kterou v úvodním kole vyřadila Japonka Risa Ozakiová. Jako poslední přímá účastnice do dvouhry nastoupila 153. hráčka žebříčku Slovenka Kristína Kučová.
Druhý singlový titul na okruhu WTA Tour vybojovala 24letá Japonka Nao Hibinová, která ve finále zdolala 28letou krajanku Misaki Doiovou v prvním ryze japonském finále dvouhry WTA od roku 1997. Obě pak vyhrály čtyřhru a  získaly druhé trofeje ze čtyřhry WTA.

## Distribuce bodů a finančních odměn

### Distribuce bodů
| Soutěž  | vítězky | finalistky | semifinalistky | čtvrtfinalistky | 16 v kole | 32 v kole | Q  | Q3 | Q2 | Q1 |
| ------- | ------- | ---------- | -------------- | --------------- | --------- | --------- | -- | -- | -- | -- |
| dvouhra | 280     | 180        | 110            | 60              | 30        | 1         | 18 | 14 | 10 | 1  |
| čtyřhra | 280     | 180        | 110            | 60              | 1         | —         | —  | —  | —  | —  |

### Finanční odměny
| Soutěž                                | vítězky  | finalistky | semifinalistky | čtvrtfinalistky | 16 v kole | 32 v kole | Q       | Q2    | Q1    |
| ------------------------------------- | -------- | ---------- | -------------- | --------------- | --------- | --------- | ------- | ----- | ----- |
| dvouhra                               | 43 000 $ | 21 400 $   | 11 300 $       | 5 900 $         | 3 310 $   | 2 925 $   | 1 005 $ | 730 $ | 530 $ |
| čtyřhra                               | 12 300 $ | 6 400 $    | 3 435 $        | 1 820 $         | 960 $     | —         | —       | —     | —     |
| částky ve čtyřhře jsou uváděny na pár |          |            |                |                 |           |           |         |       |       |

## Ženská dvouhra

### Nasazení
| Stát                          | Hráčka                 | WTA | Nasazení |
| ----------------------------- | ---------------------- | --- | -------- |
| Čínská Tchaj-pej              | Sie Šu-wej             | 28  | 1        |
| Rusko                         | Veronika Kuděrmetovová | 51  | 2        |
| Belgie                        | Alison Van Uytvancková | 68  | 3        |
| Rusko                         | Anastasija Potapovová  | 72  | 4        |
| Německo                       | Tatjana Mariová        | 79  | 5        |
| Kazachstán                    | Zarina Dijasová        | 80  | 6        |
| Španělsko                     | Sara Sorribes Tormová  | 83  | 7        |
| Německo                       | Laura Siegemundová     | 90  | 8        |
| Žebříček WTA k 26. srpnu 2019 |                        |     |          |

### Jiné formy účasti
Následující hráčky obdržely divokou kartu do hlavní soutěže:
- Kurumi Naraová
- Risa Ozakiová
- Ajano Šimizuová

Následující hráčky si zajistily postup do hlavní soutěže v kvalifikaci:
- Leylah Fernandezová
- Zoe Hivesová
- Džunri Namigatová
- Valeria Savinychová
- Patricia Maria Țigová
- Viktorija Tomovová

### Odhlášení
před zahájením turnaje
- Darja Gavrilovová → nahradila ji  Priscilla Honová
- Barbora Krejčíková → nahradila ji  Nao Hibinová
- Anna Karolína Schmiedlová → nahradila ji  Katarzyna Kawaová

### Skrečování
- Zarina Dijasová (poranění bederní páteře)[1]

## Ženská čtyřhra

### Nasazení
| Stát                                                                      | Hráčka                   | Stát      | Hráčka                 | WTA  | Nasazení |
| ------------------------------------------------------------------------- | ------------------------ | --------- | ---------------------- | ---- | -------- |
| Japonsko                                                                  | Eri Hozumiová            | Japonsko  | Makoto Ninomijová      | 122. | 1.       |
| Belgie                                                                    | Kirsten Flipkensová      | Belgie    | Alison Van Uytvancková | 126. | 2.       |
| Rumunsko                                                                  | Mihaela Buzărnescuová    | Slovinsko | Katarina Srebotniková  | 142. | 3.       |
| Španělsko                                                                 | Georgina García Pérezová | Španělsko | Sara Sorribes Tormová  | 177. | 4.       |
| Žebříček WTA k 26. srpnu 2019; číslo je součtem umístění obou členek páru |                          |           |                        |      |          |

### Jiné formy účasti
Následující páry obdržely divokou kartu do hlavní soutěže:
- Erina Hajašiová /  Mojuka Učidžimová
- Kjóka Okamurová /  Ajano Šimizuová

### Skrečování
- Greet Minnenová (poranění pravého ramena)

## Přehled finále

### Ženská dvouhra
- Nao Hibinová vs.  Misaki Doiová, 6–3, 6–2

### Ženská čtyřhra
- Misaki Doiová /  Nao Hibinová vs.  Christina McHaleová /  Valeria Savinychová, 3–6, 6–4, [10–4]